# Loqueffret
Loqueffret is een gemeente in het Franse departement Finistère (regio Bretagne) en telt 416 inwoners (2005). De plaats maakt deel uit van het arrondissement Châteaulin.

## Geografie
De oppervlakte van Loqueffret bedraagt 26,8 km², de bevolkingsdichtheid is 15,5 inwoners per km².
De onderstaande kaart toont de ligging van Loqueffret met de belangrijkste infrastructuur en aangrenzende gemeenten.

## Demografie
Onderstaande figuur toont het verloop van het inwonertal (bron: INSEE-tellingen).
1. ↑  Populations de référence 2022.